# Acmaeodera acuta
Acmaeodera acuta är en skalbaggsart som beskrevs av Leconte 1860. Acmaeodera acuta ingår i släktet Acmaeodera och familjen praktbaggar. Inga underarter finns listade i Catalogue of Life.